# 北海道大学バスケットボール連盟
北海道大学バスケットボール連盟（ほっかいどうだいがくバスケットボールれんめい）は、北海道に所在する大学バスケットボール部により構成された競技運営団体である。

## 歴史
元々は「北海道学生バスケットボール協会」だったが、「北海道大学バスケットボール連盟」に名称変更された。

## 主な大会
- ウインターリーグ
  - 12月開催
  - リーグ戦・トーナメント戦
- 春季大会
  - 6月開催
  - トーナメント戦
  - 優秀な選手は、日本学生選抜バスケットボール大会（選抜）に出場する
- 選手権大会
  - 9〜10月開催
  - リーグ戦
  - 1部の優勝チームと準優勝チームは、全日本大学バスケットボール選手権大会（インカレ）に出場する

## 加盟校

### 男子（2019年）
- 1部
  - 酪農学園大学(2020年1部)
  - 札幌学院大学(2020年1部)
  - 北海道教育大学岩見沢校(2020年1部)
  - 東海大学札幌キャンパス(2020年1部)
  - 星槎道都大学(2020年1部)
  - 北海道大学(2020年1部)
  - 札幌大学(2020年1部)
  - 北海道教育大学旭川校 (2020年1部)
- 2部
  - 北翔大学(2020年2部)
  - 北海道教育大学函館校(2020年2部)
  - 北海学園大学(2020年2部)
  - 北海道教育大学札幌校(2020年2部)
  - 札幌国際大学(2020年2部)
  - 小樽商科大学(2020年2部)
  - 北星学園大学(2020年3部)
  - 北海道教育大学釧路校(2020年3部)
- 3部
  - 釧路公立大学(2020年2部)
  - 旭川医科大学(2020年2部)
  - 北海道科学大学(2020年3部)
  - 北海道大学医学部(2020年3部)
  - 札幌医科大学(2020年3部)
  - 北海道科学大学薬学部(2020年3部)
  - 北海道文教大学(2020年3部)
  - 室蘭工業大学(2020年4部)
- 4部
  - 北海道医療大学(2020年3部)
  - 公立千歳科学技術大学(2020年4部)
  - 北海道情報大学(2020年4部)
  - 公立はこだて未来大学(2020年4部)
  - 國學院大學北海道短期大学(2020年4部)
  - 東京農業大学生物産業学部(2020年4部)
  - 帯広畜産大学(2020年4部)
  - 苫小牧駒澤大学(2020年4部)

### 女子（2019年）
- 1部
  - 北翔大学(2020年1部)
  - 札幌学院大学(2020年1部)
  - 札幌大学(2020年1部)
  - 拓殖大学北海道短期大学(2020年1部)
  - 北海道文教大学(2020年1部)
  - 札幌国際大学(2020年1部)
  - 北海学園大学(2020年1部)
  - 札幌医科大学(2020年2部)
- 2部
  - 北海道大学(2020年1部)
  - 北海道教育大学釧路校(2020年2部)
  - 北海道教育大学札幌校(2020年2部)
  - 北海道教育大学旭川校(2020年2部)
  - 北海道医療大学(2020年2部)
  - 酪農学園大学(2020年2部)
  - 北海道教育大学岩見沢校(2020年2部)
  - 東海大学札幌キャンパス(2020年2部)
- 3部
  - 北海道教育大学函館校(2020年3部)
  - 小樽商科大学(2020年3部)
  - 北星学園大学(2020年3部)
  - 帯広畜産大学(2020年3部)
  - 北海道武蔵女子短期大学(2020年3部)
  - 旭川医科大学(2020年3部)
  - 國學院大學北海道短期大学(2020年3部)
  - 北海道科学大学(2020年3部)

## 大会結果

### 男子（北海道大会入賞校）
- 順位の太字は、全国大会代表校。
- 北海道代表は全国大会で、選抜が優勝0回（なし）、インカレが優勝0回（なし）の実績がある。

| 年            | ウインターリーグ （2月）                  | 選抜予選春季大会 （7月）                  | インカレ予選選手権大会 （12月）           |
| ------------- | ----------------------------------------- | ----------------------------------------- | ----------------------------------------- |
| 2014年-2015年 | -                                         | 1位：札幌大学 2位：北海道教育大学岩見沢校 | 1位：札幌大学 2位：東海大学               |
| 2015年-2016年 | -                                         | 1位：札幌大学 2位：北海道教育大学岩見沢校 | 1位：札幌大学 2位：東海大学               |
| 2016年-2017年 | 1位：東海大学 2位：北海道教育大学岩見沢校 | 1位：札幌大学 2位：北海道教育大学岩見沢校 | 1位：東海大学 2位：北海道教育大学岩見沢校 |
| 2017年-2018年 | 1位：東海大学 2位：札幌学院大学           | 1位：東海大学 2位：北海道教育大学岩見沢校 | 1位：北海道教育大学岩見沢校 2位：東海大学 |
| 2018年-2019年 | 1位：東海大学 2位：札幌大学               | 1位：北海道大学 2位：札幌大学             | 1位：酪農学園大学 2位：札幌学院大学       |
| 2019年-2020年 | 1位：札幌大学 2位：札幌学院大学           | 新型コロナウイルスのため中止              | 1位：星槎道都大学 2位：東海大学           |

### 女子（北海道大会入賞校）
- 順位の太字は、全国大会代表校。
- 北海道代表は全国大会で、選抜が優勝0回（なし）、インカレが優勝0回（なし）の実績がある。

| 年            | ウインターリーグ （2月）                      | 選抜予選春季大会 （7月）        | インカレ予選選手権大会 （12月） |
| ------------- | --------------------------------------------- | ------------------------------- | ------------------------------- |
| 2014年-2015年 | -                                             | 1位：札幌大学 2位：北翔大学     | 1位：札幌大学 2位：北翔大学     |
| 2015年-2016年 | -                                             | 1位：北翔大学 2位：札幌大学     | 1位：北翔大学 2位：札幌大学     |
| 2016年-2017年 | 1位：北翔大学 2位：北海道教育大学釧路校       | 1位：北翔大学 2位：札幌大学     | 1位：札幌大学 2位：北翔大学     |
| 2017年-2018年 | 1位：札幌学院大学 2位：北翔大学               | 1位：札幌大学 2位：北翔大学     | 1位：北翔大学 2位：札幌学院大学 |
| 2018年-2019年 | 1位：札幌学院大学 2位：北海道教育大学岩見沢校 | 1位：札幌学院大学 2位：札幌大学 | 1位：北翔大学 2位：札幌学院大学 |
| 2019年-2020年 | 1位：北翔大学 2位：札幌学院大学               | 新型コロナウイルスのため中止    | 1位：札幌学院大学 2位：北翔大学 |